# Dubnium-zaak
De Dubnium-zaak is een onderzoek naar fraude bij de bestelling van 40 duizend mondkapjes in Curaçao, waarbij mogelijk ook toenmalig minister Jacinta Scoop-Constancia betrokken was. Het onderzoek is onderdeel van het project Duradero, dat onder meer tot doel heeft de financieel-economische criminaliteit op Curaçao te bestrijden. Bij dit project speelt het Meldpunt Ongebruikelijke Transacties (MOT) een belangrijke rol.
In 2012 werd door of namens de Stichting Bureau Ziektekostenvoorzieningen (SBZ) op Curaçao een bestelling geplaatst voor een partij mondkapjes. De bestelling zou door de stichting in directe opdracht van de toenmalige minister Jacinta Scoop-Constancia van Gezondheid, Milieu en Natuur in het kader van het preventiebeleid zijn gedaan. De toenmalig minister wilde de mondkapjes in restaurants om hygiënische redenen laten gebruiken.
De bestelling van ruim 365 duizend Antilliaanse gulden werd geplaatst door de eenmanszaak Li Mei Wie van Gianni B. Op sociale media verschenen later foto's van een cheque, waarop te zien is dat een bedrag van 365.853,49 gulden is uitbetaald aan het bedrijf Li Mi Wei. Volgens de nationale krant Amigoe is via de website van de Kamer van Koophandel het bedrijf Li Mi Wei niet te vinden, de eenmanszaak van B., Li Mei Wie, wel.
De cheque werd een dag na het uitschrijven verzilverd. De mondkapjes zijn echter nooit geleverd aan SBZ. SBZ deed daarop aangifte tegen Gianni B. B. werd in juni 2013 veroordeeld tot het terugbetalen van het volledige bedrag, wat twee jaar later nog steeds niet gebeurd was.
Omdat het vermoeden bestond dat met het bedrag schulden zijn afbetaald van de echtgenoot van de minister en dat meerdere personen zich hadden verrijkt met deze bestelling, werd door de Stichting Overheidsaccountantsbureau (Soab) onderzoek gedaan. Naar aanleiding van de uitkomsten van dat onderzoek deed minister Ben Whiteman aangifte van oplichting, valsheid in geschrifte, verduistering en witwassen.
Op 24 maart 2015 werd Gianni B. opgepakt op verdenking van fraude. Op dezelfde dag werden er huiszoekingen gedaan in vijf andere woningen, waaronder de woning van het Statenlid Jacinta Scoop-Constancia, destijds verantwoordelijk minister, de woning van haar man en de woning van haar moeder. Tien dagen later werd Gianni B. weer vrijgelaten.
Op 22 juni 2015 meldde Scoop-Constancia zich bij de politie waarop ze gearresteerd werd op verdenking van oplichting, verduistering, witwassen van geld en valsheid in geschrifte. Ze zat een week gevangen, voordat ze weer werd vrijgelaten alhoewel ze verdachte bleef. Zelf beweert Scoop-Constancia onschuldig te zijn, omdat ze naar eigen zeggen als minister geen tekenbevoegdheid had voor deze transactie. Ook zag ze de aangifte tegen haar door toenmalig minister Whiteman als een politieke aangifte. Tegen de media zei ze na een huiszoeking in maart 2015: "Het was eerst Schotte en nu volgt Constancia. Whiteman heeft kennelijk onderzoek laten doen en diende daarna een aangifte in tegen mij. Dit had niet zo moeten gaan. Ik had anders verwacht van Whiteman, die er kennelijk voor heeft gekozen om (op mensen) te jagen in plaats van te regeren. Ik was drie jaren geleden minister en nu pas zoekt men iets tegen mij." Haar partij MFK heeft altijd achter haar gestaan in deze zaak.
Anno 2016 loopt het onderzoek nog steeds. Er zitten geen verdachten vast, maar geruchten dat dit zou betekenen dat bepaalde betrokkenen niet meer verdacht zijn werden door het Openbaar Ministerie tegengesproken. Op 14 augustus 2018 worden Constancia en haar toenmalige echtgenoot, Anbertus Scoop, veroordeeld. Constancia krijgt een gevangenisstraf van 20 maanden en mag ze vijf jaren het ministersambt niet uitoefenen. Gianni B. krijgt 8 maanden gevangenisstraf. Tegen haar vonnis tekent Constancia hoger beroep aan en blijft ze tevens als statenlid aan nadat zij eerder in 2017 herkozen was. Op 10 september 2020 bevestigt de rechter in hoger beroep het vonnis en verhoogt daarbij de celstraf tot 21 maanden. Daarnaast is Constancia wegens misbruik van haar positie indertijd als Minister van Gezondheidszorg het recht ontzegd om het ambt van minister te bekleden voor een periode van vijf jaar. Zij is de derde MFK-minister uit het kabinet-Schotte, na Gerrit Schotte en George Jamaloodin, die tot een gevangenisstraf veroordeeld wordt.